# Johan D. Scherft
Johannes Daniël Scherft (Den Haag, 18 augustus 1891 – aldaar, 8 augustus 1969) was een Nederlands etser, schilder, etsdrukker en galeriehouder. 

## Leven en werk
Johannes Daniël Scherft, die zich nooit anders dan Johan D. Scherft noemde, was door geboorte en werk nauw verbonden met Den Haag. Hij trouwde op 4 mei 1920 met Antonia Cornelia van der Marel. Uit het huwelijk werden drie dochters en een zoon geboren.
Scherft zong in het koor van Die Haghe Sangers, was lid van de IOOF, de Nederlandse Kunstkring, Arti et Industriae en de Haagse Kunstkring. Hij was hoofdbestuurslid van het Koninklijk Nederlands Zangersverbond en erelid van de oudervereniging van Gymnasium Haganum. 
Johan D. Scherft is de grootvader van de arabist Marcel Kurpershoek, de slavist Jan Paul Hinrichs, de infectioloog Jaap van Dissel en de kunstenaar Johan S. Scherft (1970).

### Drukker en kunstenaar
Scherfts loopbaan als typogaaf en etsdrukker begon in 1903, direct na de zesde klas van de lagere school. Als drukkersleerling kwam hij te werken bij drukkerij H.P. de Swart & Zoon in de Oude Molstraat, waar hij tot 1916 zou blijven werken. Vanaf 1912 volgde hij een avondcursus op het tekeninstituut Bik & Vaandrager. In hetzelfde jaar slaagde hij voor de lagere akte handtekenen. Vanaf 1915 ging hij voor leerlingen van dit tekeninstituut etsen drukken op een kleine etspers. In 1916 kocht hij een grote etspers die de basis vormde voor de etsdrukkerij die hij tot zijn dood in Den Haag dreef.
Behalve als drukker was hij zelf actief als kunstenaar. Ongeveer 150 etsen staan op zijn naam, veelal stadsgezichten. Ook maakte hij schilderijen en aquarellen, vooral stillevens en natuurbeelden. Vakanties boden hierbij vaak inspiratie. 
Scherft dreef meerdere drukkerijen en kunstzalen: van 1920 tot 1924 dreef hij samen met drukkerij Levisson "Kunstzaal Graficus", in de jaren twintig opende Scherft een ets-, boek- en handelsdrukkerij aan de Marconistraat 100 en in 1932 opende hij een kunstzaal aan de Laan van Meerdervoort 88. In zijn kunstzaal heeft Scherft het werk van tientallen Nederlandse en buitenlandse kunstenaars, tentoongesteld, onder wie Pablo Picasso, James Ensor en Maurits Escher. In 1933 was Escher de eerste kunstenaar die een eenmanstentoonstelling kreeg in de kunstzaal van Scherft. Ter gelegenheid van de opening van Scherfts kunstzaal hield Escher een lezing over grafische kunst. In 1941 organiseerde Scherft opnieuw een tentoonstelling voor het werk van Escher, waarbij zijn latere bekend geworden houtsneden werden tentoongesteld, waaronder het werk Dag en Nacht.
In mei 1943 werd de drukkerij gesloten nadat een groot deel van zijn machines en drukgereedschappen waren gevorderd door de Duitse autoriteiten; alleen de etspers bleef achter.
Als drukker heeft Scherft veel handelsdrukwerk vervaardigd. Behalve etsen drukte Scherft ook lino’s, houtsneden en houtgravures. Hij drukte het werk van ruim twee honderd kunstenaars, onder wie Philip Zilcken, Willem de Zwart, Adriaan van 't Hoff, Nico Bulder en Arend Hendriks.
In 1950 verhuisde Scherft met zijn vrouw naar Zeist, waar hij op het adres Van Renesselaan 64 een huis liet bouwen. In deze tijd verdiende hij vooral aan door hem geëtste kerstkaarten die hij aan boekhandels sleet. In 1954 keerde het echtpaar terug naar het Haagse huis op Marconistraat 100. In 1966 werd het vijftigjarig bestaan van de etsdrukkerij feestelijk gevierd.

## Collecties
De Leidse Universiteitsbibliotheek en het Rijksmuseum bezitten een collectie etsen en tekeningen van Johan D. Scherft.